# Церква Зіслання Святого Духа (Соколівка)
Церква Зіслання Святого Духа (Соколівка) — парафія і храм православної громади Косівського деканату Коломийської єпархії Православної церкви України, дерев'яна гуцульська церква в с. Соколівка Івано-Франківської області, Україна, пам'ятка архітектури національного значення.

## Історія
Церква датована 1866 роком, освячена в 1876 році та переосвячена в 1900 році. Церква була парафіяльно, розташована в західній частині села коло кладовища на північ від центральної дороги. В 1970-х роках церкву перекрили бляхою (до того була під гонтом). У радянський період церква  охоронялась як пам'ятка архітектури Української РСР (№ 1179). Церква була діючою в радянський період. Використовується громадою Коломийської єпархії Православної церкви України..
На території церкви розташована  двохярусна, мурована з тесаного каменю прямокутна дзвіниця, увінчана трьома маківками, каплиця.

## Священники храму
о. Теофіл Добрянський 
о. Олекса Волянський 1923 - 1947(громадський та культурний діяч, просвітитель, етнограф). 
прот. Степан Волочій. 
митр. прот. Дмитро Близнюк 1975 - 1988.
митр. прот. Богдан Юречко (16.03.1962 с. Чорнолізці) 1988 - 2007.
митр. прот. Іван Близнюк 2007 - 2008.
прот. Василь Дійчук (з 13 січня 2008).

## Архітектура
Церква хрестоподібна в плані, одноверха, п'ятизрубна, видовжена, стоїть та дубових підвалинах. Із західної сторони до бабинця прибудовано ганок, ще один прибудовано південного рамена нави. До вівтаря з прибудовано ризницю на ширину вівтаря. Над квадратними зрубом нави розташовано восьмигранну основу для грушеподібної центральної бані. Дахи храму мають сім маківок. Опасання розташоване навколо церкви на вінцях зрубів. В церкві зберігся ажурно різьблений, покритий позолотою іконостас з декількома рядами ікон, царськими та "дияконськими" бічними воротами, низка різьблених та інкрустованих предметів церковного вжитку, живопис художника Оріховського Е.